# Августа Шлезвіг-Гольштейн-Зондербург-Глюксбурзька (1633—1701)
Августа Шлезвіг-Гольштейн-Зондербург-Глюксбурзька (дан. Augusta af Slesvig-Holsten-Sønderborg-Glücksborg), (нар. 27 червня 1633 — пом. 26 травня 1701) — данська принцеса з династії Глюксбургів, донька герцога Філіпа Шлезвіг-Гольштейн-Зондербург-Глюксбурзького та німецької принцеси Софії Ядвіґи Саксен-Лауенбурзької, дружина першого герцога Шлезвіг-Гольштейн-Зондербург-Аугустенбургу Ернста Гюнтера.

## Біографія
Народилась 28 вересня 1636 року у Глюксбурзі. Була восьмою дитиною та третьою донькою в родині першого герцога Шлезвіг-Гольштейн-Зондербург-Глюксбургу Філіпа та його дружини Софії Ядвіґи Саксен-Лауенбурзької. Мала старших сестер Марію Єлизавету та Софію Ядвіґу і братів Йоганна, Франца, Крістіана й Адольфа. Ще один брат помер в ранньому віці до її народження. Згодом сімейство поповнилося 
шістьома молодшими доньками, з яких вижили Крістіана, Доротея та Ядвіґа.
Мешкало сімейство у замку Глюксбург. Голові родини належали землі круг Глюксбургу на Ангельні, а також низка територій на півострові Сундевед. Втім, він активно працював над розширенням володінь і йому вдалося їх збільшити ледь не відвічі, у тому числі, шляхом отримання спадщини.
Перед своїм 18-м днем народження Августа стала дружиною 41-річного герцога Ернста Гюнтера, представника дому Шлезвіг-Гольштейн-Зондербург, який доводився їй кузеном. Наречений, як і її батько, фактично були герцогами без герцогств, маючи титул та права наслідування на Шлезвіг і Гольштейн, але будучи лише землевласниками, а не суверенами. Весілля пройшло 15 червня 1651 у Копенгагенському замку. 
У подружжя народилося десятеро дітей
Ернст Гюнтер мав землі та маєтки на острові Альс і у 1660 році почав будівництво дерев'яного палацу, який отримав назву Августенбург за іменем Августи. Від 1664 року він став основною резиденцією родини. Згодом навколо нього виросло однойменне місто; герцоги також використовували цю назву для означення своєї родинної гілки, що було юридично закріплено королем.
У 1675 році Ернст Гюнтер став губернатором острова Альс із резиденцією у замку Сеннерборг, але вже наступного року передав Норборзький лен Августу Пльонському. Помер у січні 1689 року. Августа, згідно його заповіту отримала право розпоряджатися маєтками. Так, коли їхній старший син загинув, а середній навернувся до католицизму, Августа призначила меншого, Фредеріка Вільгельма, єдиним спадкоємцем.
Померла у віці 67 років 26 травня 1701 в Аугустенбурзькому палаці. Була похована в Аугустенбурзькій каплиці замку Сеннденборг.

## Родина

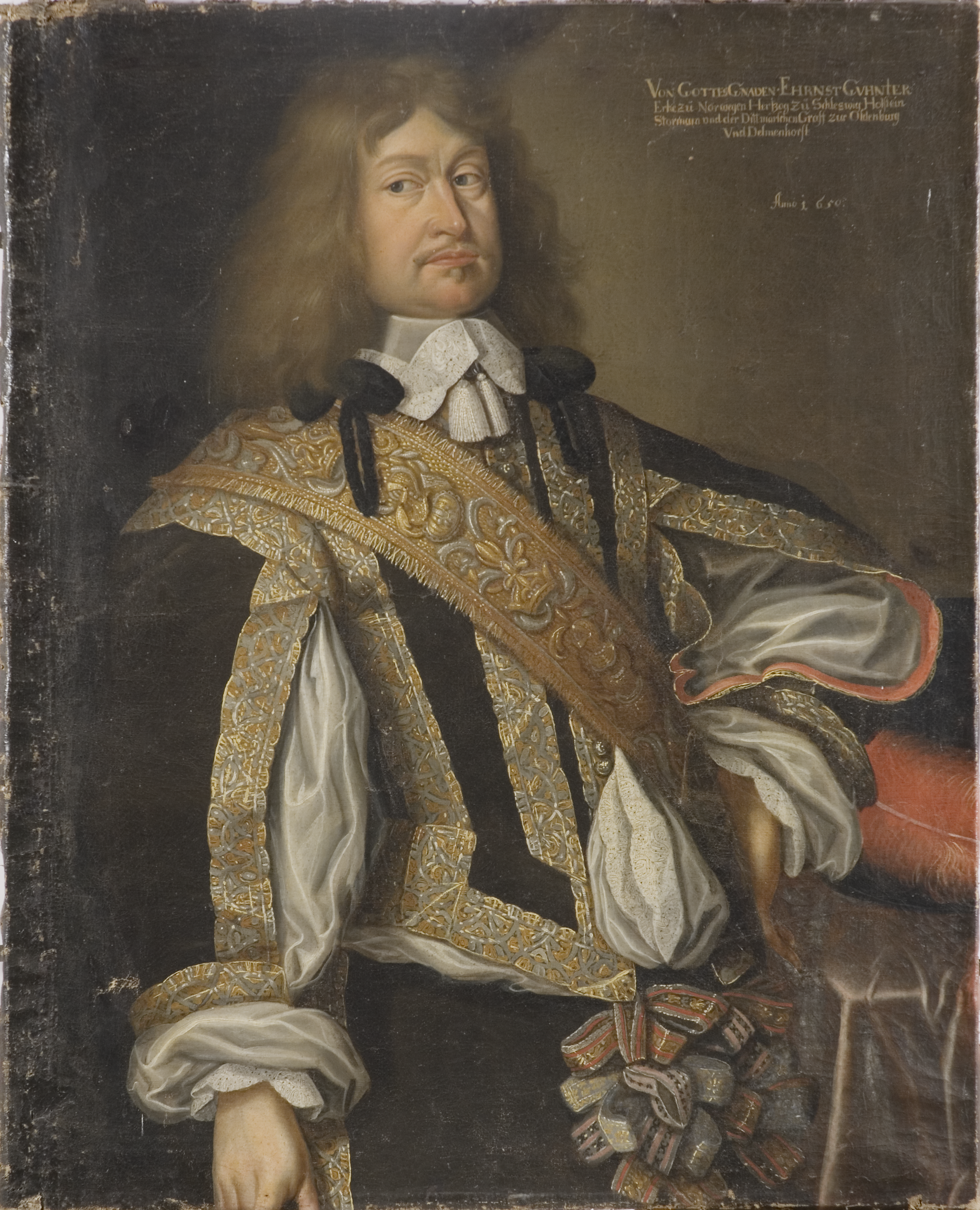
Портрет Ернста Гюнтера пензля невідомого майстра, 1650, замок Гріпсгольм

Чоловік — Ернст Гюнтер
Діти:
- Фредерік (1652—1692) — наступний герцог Шлезвіг-Гольштейн-Зондербург-Аугустенбургу у 1689—1692 роках, загинув в ході війни Аугсбурзької ліги, був морганатично одруженим з Анною Крістіною Берейтер, дітей не мав;
- Софія Амалія (1654—1655) — прожила півтора роки;
- Філіп Ернст (1655—1677) — одруженим не був, дітей не мав;
- Софія Августа (2 лютого—20 липня 1657) — прожила 5 місяців;
- Луїза Шарлотта (1658—1740) — дружина герцога Шлезвіг-Гольштейн-Зондербург-Беку Фрідріха Людвіга, мала одинадцятеро дітей;
- Ернестіна Юстіна (1659—1662) — прожила 3 роки;
- Ернст Август (1660—1731) — герцог Шлезвіг-Гольштейн-Зондербург-Аугустенбургу у 1692—1721 роках, був одруженим з Марією Терезою фон Велбрюк, дітей не мав;
- Доротея Луїза (1663—1721) — настоятелька монастиря Ітцего у 1683—1731 роках;
- дитина (нар. та пом. 18 грудня 1665) — померла після народження;
- Фредерік Вільгельм (1668—1714) — генерал-майор данської армії, був одруженим із Софією Амалією фон Алефельдт, мав п'ятеро дітей.